# Xavier Novell
Pour l’article homonyme, voir Novell.
Xavier Novell i Gomà, né à Ossó de Sió (Catalogne) le 20 avril 1969, est un prélat catholique espagnol, évêque de Solsona de 2010 à 2021.

## Biographie
Né à Montfalcó d'Agramunt, village de la municipalité d'Ossó de Sió, dans la province de Lérida, il étudie l'agronomie à l'université de Lérida et obtient un diplôme d'ingénieur agronome en 1990. Il se tourne ensuite vers la théologie à l'Université pontificale grégorienne et est ordonné prêtre en 1997. En 2004, il obtient un doctorat en théologie.
D'abord vicaire de la paroisse de Mollerussa (1997-2001), il enseigne l'anthropologie théologique à l'Institut de Sciences religieuses de Lérida (1998-2002), puis à la faculté de théologie de Catalogne, et occupe des responsabilités croissantes à l'évêché de Solsona: secrétaire général, secrétaire particulier de Jaume Traserra Cunillera, vicaire épiscopal pour les sujets économiques.
Il est nommé évêque de Solsona par le pape Benoît XVI en 2010, à l'âge de 41 ans, ce qui en fait le plus jeune évêque espagnol. 

### Prises de position
Xavier Novell défend régulièrement des positions « ultraconservatrices » sur différents sujets de société.

#### Avortement
Il considère que l'avortement est « un crime abominable » et « le plus grand génocide de l'histoire ».

#### Homosexualité
Il analyse l'homosexualité comme une conséquence de « l’absence symbolique, déviante et floue de la figure paternelle » et est soupçonné d'encourager les « thérapies de conversion » visant à « guérir » les homosexuels.

#### Indépendance de la Catalogne
En 2015, il se prononce explicitement en faveur de la coalition indépendantiste catalane Junts pel Sí, une prise de position publique inédite pour un évêque. En 2017, il indique clairement qu'il votera oui au référendum sur l'indépendance et appelle à la libération des «prisonniers politiques».

### Démission
Le 23 août 2021, le pape François accepte sa démission «pour raisons personnelles». Il s'avère que Xavier Novell a noué des relations sentimentales avec Silvia Caballol, psychologue et autrice de romans érotiques et sataniques (Trilogía Amnesia, El Infierno en la Lujuria de Gabriel),.
Le couple s'étant marié civilement le 22 novembre 2021, la Conférence épiscopale espagnole suspend Xavier Novell de ses fonctions, même s'il conserve sa condition d'évêque. Il reçoit ensuite une dispense du pape François pour se marier religieusement. 